# Légende poldève
Légende poldève est une nouvelle de Marcel Aymé, parue dans Je suis partout en 1942.

## Historique
Légende poldève paraît d'abord dans l'hebdomadaire Je suis partout du 2 octobre 1942, puis est reprise, en avril 1943, dans Le Passe-muraille, le quatrième recueil de nouvelles de l'auteur.
La nouvelle adopte la forme d'un conte fantastique, et tourne en dérision la guerre, les belligérants et les bigots. 

## Résumé
Dans la ville de Cstwertskt, la demoiselle Marichella Borboïé, une bigote scrupuleuse, élève avec générosité son neveu Bobislas, un bon à rien qui va se révéler voleur, ivrogne et de mauvaise compagnie. Mais il se trouve que le pays Poldève est en perpétuelle bisbille avec le pays Molleton : deux pays qui « avaient d'autant moins de chances de s'entendre qu'ils avaient raison tous les deux. La situation était déjà très tendue, lorsqu'un grave incident mit le feu aux poudres. Un petit garçon de Molletonie pissa délibérément par-dessus la frontière et arrosa le territoire poldève avec un sourire sardonique. »
La guerre éclatant, l'abominable Bobislas est recruté parmi les soldats au grand soulagement des gens du village et de sa tante qui s'en croit débarrassée. Mais lorsque la demoiselle Borboïé meurt et qu'elle se présente au paradis qu'elle a bien mérité, un archange lui demande de faire la queue en attendant son tour : les soldats morts au front (des deux pays) sont prioritaires. Saint Pierre les fait entrer d'office. Parmi eux, se trouve l'affreux Bobislas ; celui-ci fait entrer sa tante en la faisant passer pour "la catin du régiment".
Avec un humour tendre et désabusé, l'auteur brosse un portrait peu flatteur des images pieuses.